# Hongfeng (socken i Kina, Sichuan, lat 27,76, long 103,31)
Hongfeng (kinesiska: 红峰乡, 红峰) är en socken i Kina. Den ligger i provinsen Sichuan, i den sydvästra delen av landet, omkring 330 kilometer söder om provinshuvudstaden Chengdu.
Genomsnittlig årsnederbörd är 1 080 millimeter. Den regnigaste månaden är juli, med i genomsnitt 250 mm nederbörd, och den torraste är december, med 5 mm nederbörd.